# إلكا غيدو
كانت إلكا غيدو (26 مايو 1921- 19 يونيو 1985) رسامة مجرية وفنانة غرافيك. صمدت أعمالها خلال عقود من الاضطهاد والقمع، أولًا على يد النظام نصف الفاشي في الثلاثينيات والأربعينيات، ثم على يد النظام الشيوعي بعد مرحلة وجيزة من الحرية النسبية بين عامي 1945 و1949. في المرحلة الأولى من حياتها المهنية، التي انتهت في 1949، أبدعت عددًا ضخمًا من اللوحات التي يمكن تقسيمها إلى سلاسل متعددة. منذ 1964 فصاعدًا، استأنفت نشاطاتها الفنية في إبداع اللوحات الزيتية. «إلكا غيدو إحدى الأساتذة المنفردين للفن المجري. لا تلتزم بأي من التوجهات الطليعية ولا التقليدية. يجعل أسلوبها الخلاق الفريد مقارنتها بغيرها من الفنانين أمرًا مستحيلًا».

## نشأتها وتدريبها
وُلدت إلكا غيدو (1921- 1985) من زواج سيمون غيدو وإلزا فايزكوف في 26 مايو 1921. كان أبوها مدرسًا في المدرسة الثانوية اليهودية، وعملت أمها موظفة كتابية. كان بعض من الكتّاب والفنانين المجريين البارزين ضمن دائرة أصدقاء العائلة. تربت إلكا غيدو في عائلة حيث أتيحت لها كل الفرص لتصير فنانة متعلمة وحساسة. ارتادت مدرسة إعدادية تحمل اسم أوج إسكولا (المدرسة الجديدة). قدمت هذه المدرسة مقررًا وأساليب تدريس إبداعية.
منذ بداية طفولتها، كانت إلكا غيدو ترسم باستمرار وتسجل تجاربها. يمكن ترتيب سلسلة آثار الصبا، المحفوظة بالكامل في عزبة الفنانة، ترتيبًا زمنيًا، وبالتالي يواجه المرء مذكرات بصرية.
كانت في السابعة عشرة عندما قضت إجازتها في تلال بيكوني، غرب بودابست. في أثناء إجازتها، قضت كل وقتها في رسم المناظر الطبيعية. كان تتبع الحصّادين بالمناجل في الحقول وكراسة الرسم في يدها، لتتمكن من رؤية الحركة المتكررة من الزاوية نفسها مرارًا وتكرارًا، وتلتقط الإيقاع بطلاقة وحنكة كبيرين. تكشف الرسومات واللوحات المائية والمجلدات التي حُفظت من سنتي 1937 و1938 أنها كانت تحوز بالفعل إتقانًا تقنيًا كاملًا للرسم، وهذا بصرف النظر عن حقيقة أنها لم تكن قد تلقت تعليمًا نظاميًا حتى ذاك الوقت قط.
منذ نهاية الثلاثينيات حتى بداية الأربعينيات، تلقت إلكا غيدو دروسًا على أيدي ثلاثة فنانين من أصول يهودية، والذين قتلهم النازيون في نهاية الحرب.
في 1939، التحقت غيدو في سنة امتحانها الأخيرة بمدرسة تيبور غالي (1896- 1944) المفتوحة. كان الأستاذ الثاني لغيدو فيكتور إردي (1879- 1944)، وهو رسام وفنان غرافيك يتبع المدرسة الطبيعية الانطباعية وأسلوب الفن الجديد. كان المدرس الثالث لغيدو النحات إستفان أوركيني ستراسر (1911- 1944). تعلمت غيدو من ستراسر صلابة النمذجة التمثالية وتمثيل الكتلة.
بعد اجتيازها امتحانات انتهاء الدراسة، فكرت غيدو بجدية في بدء دراساتها الفنية في باريس، لكن تدخلت الحرب، وبسبب القوانين اليهودية لم تتمكن من ارتياد أكاديمية الفنون المجرية أيضًا. حتى لو رغبت غيدو بارتياد الأكاديمية، من المرجح أنها كانت لتجد طريقها مسدودًا. مع ازدياد نفوذ الفاشيين المجريين، حزب الصليب المسهم، بدأ الحرمان العلني لليهود من حقوق التصويت في 1938، إذ صدرت قوانين اليهود الأولى وأعقبتها الثانية والثالثة في 1939 و1941.
في خلال الحرب، كسبت لقمة عيشها من صناعة الخزفيات، لكنها لم تتوقف عن إنشاء سلسلة الغرافيك خاصتها. غالبًا ما زارت إلكا غيدو بلدة سانتاندري. كانت بلدة ريفية صغيرة على نهر الدانوب تبعد نحو عشرين ميلًا عن بودابست، ووفرت في فترة ما بين الحربين ملجأ لعدد كبير من الفنانين. منذ 1938 حتى 1947، رسمت إلكا غيدو رسومات باستيلية للبلدة، واستقت أشكالها وألوانها بصورة مباشرة من الطبيعة. بلغت ألوان الأحمر والأصفر الفاقع والبني الداكن والأزرق والأخضر كثافة لونية عالية.
حتى بداية الأربعينيات، زارت إلكا غيدو أيضًا بصحبة فنانين شبان آخرين استوديو غيولا باب (1899- 1982) الذي كان تلميذًا سابقًا ليوهانز إيتن ومدرّسًا في الباوهاوس.
في خلال هذه السنوات، حتى 1944، أجرت غيدو دراسات حميمة بقلم رصاص بصورة رئيسة للحياة الأسرية. بدأت سلسلة من اللوحات الذاتية التي كانت ستستمر حتى نهاية المرحلة الأولى من مسيرتها الفنية في عام 1949.
في 1942، شاركت إلكا غيدو في المعرض الذي نظمته مجموعة الفنانين الاشتراكيين بعنوان الحرية والناس والذي أقيم في مركز اتحاد عمال المعادن.

## اللوحات التي رسمتها في غيتو بودابست
في 19 مارس 1944، غزت ثمانية فرق ألمانية المجر. بدأ اضطهاد اليهود المجريين بجدية. بسرعة لا نظير لها، رُحل جميع اليهود الريفيين المجريين تقريبًا إلى معسكرات اعتقال في بولندا، حيث قُتل معظمهم. (خسر المجتمع اليهودي المجري 564,500 حياةً في خلال الحرب من بينها 63,000 قبل الغزو الألماني).
على الرغم من احتجاجات قادة الكنيسة ومحاولات ميكلوس هورثي المترددة لإيقاف الترحيلات، كان نحو 200,000 يهودي قد حُشدوا بحلول صيف 1944 في غيتو بودابست في منازل مصممة خصيصًا. عقب محاولة هورثي الفاشلة لإخراج المجر من الحرب، نفذ حزب الصليب المسهم عملية استيلاء عسكري في 15 أكتوبر 1944. في الغيتو، بدأت أسوأ أيام الكابوس. بالحظ المحض، تدبرت إلكا غيدو الهروب من الترحيل ونجت.
أمضت إلكا معظم وقتها في غيتو بودابست بالقراءة والرسم وتوثيق محيطها، ورفاقها، والعجائز والأطفال. هذه الرسومات وثائق قيمة، لكنها كذلك رموز للإذلال والعجز البشريين. في إحدى رسومات الصور الذاتية خاصتها، قدمت صورة أمامية لنفسها، أظهرت فيها شخصًا فقد سيطرته على مصيره. وفقًا لذلك، لم يعد لها عمر، ولا جنس تقريبًا.
نرى في اللوحة الأخيرة الصورة الذاتية للفنانة أمام لوح رسم. يبدو أن العينين تحدقان في العدم، والأنا تبحث عن الدعم في ذاتها الخاصة.

## الفترة بين 1945 و1948

### لوحات الصور الذاتية (1945- 1949)
في عشية رأس السنة لعام 1945، التقت إلكا غيدو بإندري بيرو، الذي درس الكيمياء في جامعة سيجد، وبدأ بعد الحرب بالعمل لصالح معهد أبحاث يرأسه العالم المجري الحائز على جائزة نوبل ألبيرت زينت غيورغي.
لعملها بأسلوب رمزي صارم، احتاجت الفنانة إلى موديلات، وبالإضافة إلى عائلتها وأصدقائها، وجدت غيدو الموديل الأكثر ملائمة في نفسها.
أبدعت إلكا غيدو صورًا ذاتية حصدت، بصدقها المطلق واستكشافها الذاتي، انتباه المشاهد. رُسمت تلك الأعمال بطريقة تستحضر الواقع الجسدي الصريح والحساسية العاطفية في الآن نفسه. مع ذلك، كانت الشكوك تزحف إلى جهودها لتقديم تمثيل صادق ودقيق للواقع: استُبدلت النمذجة التقليدية والمركبة التي كانت نموذجية للغاية لها تدريجيًا بأسلوب معبر واندفاعي ومتوتر.